# الی، کمبریج‌شایر
 الی  (به انگلیسی: Ely) شهر کوچکی است در شرق انگلستان واقع در ناحیه شرق انگلستان. جمعیت این شهر ۱۵٬۱۰۲ نفر است.

## شهر خواهرخوانده
- ریبه - دانمارک

## نگارخانه

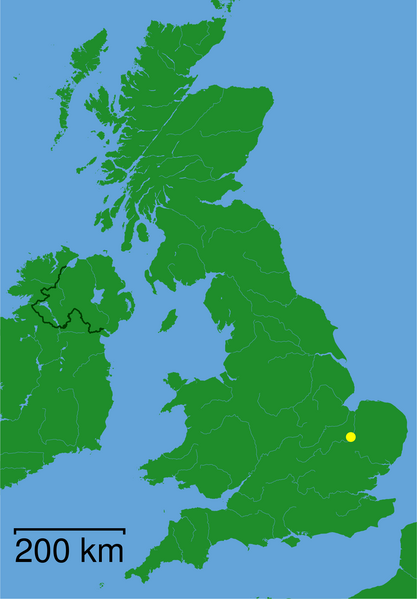
موقعیت الی در کشور انگلیس
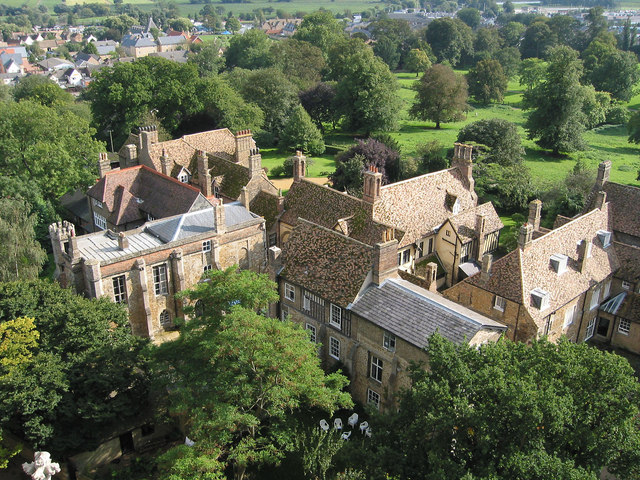
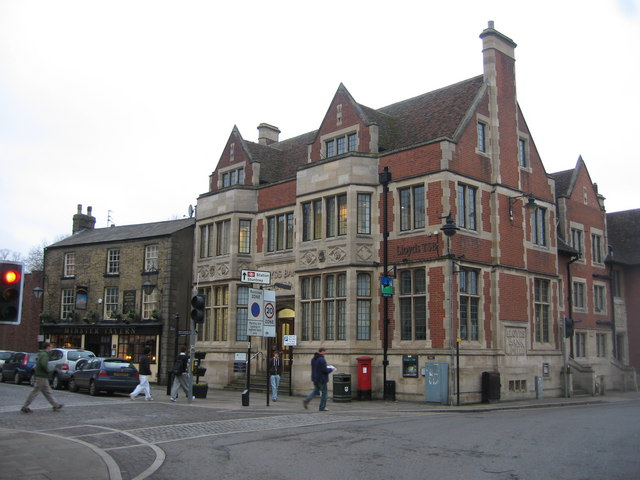
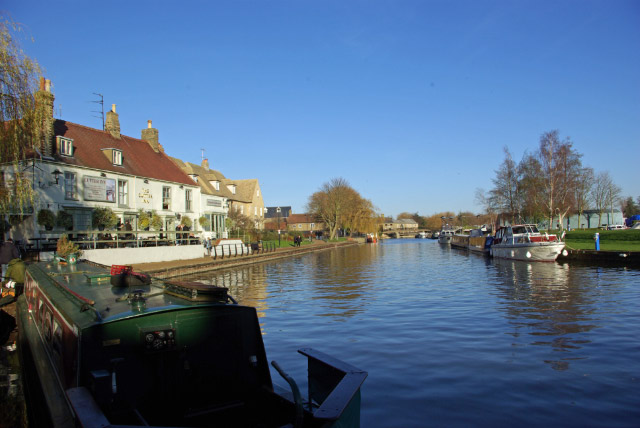
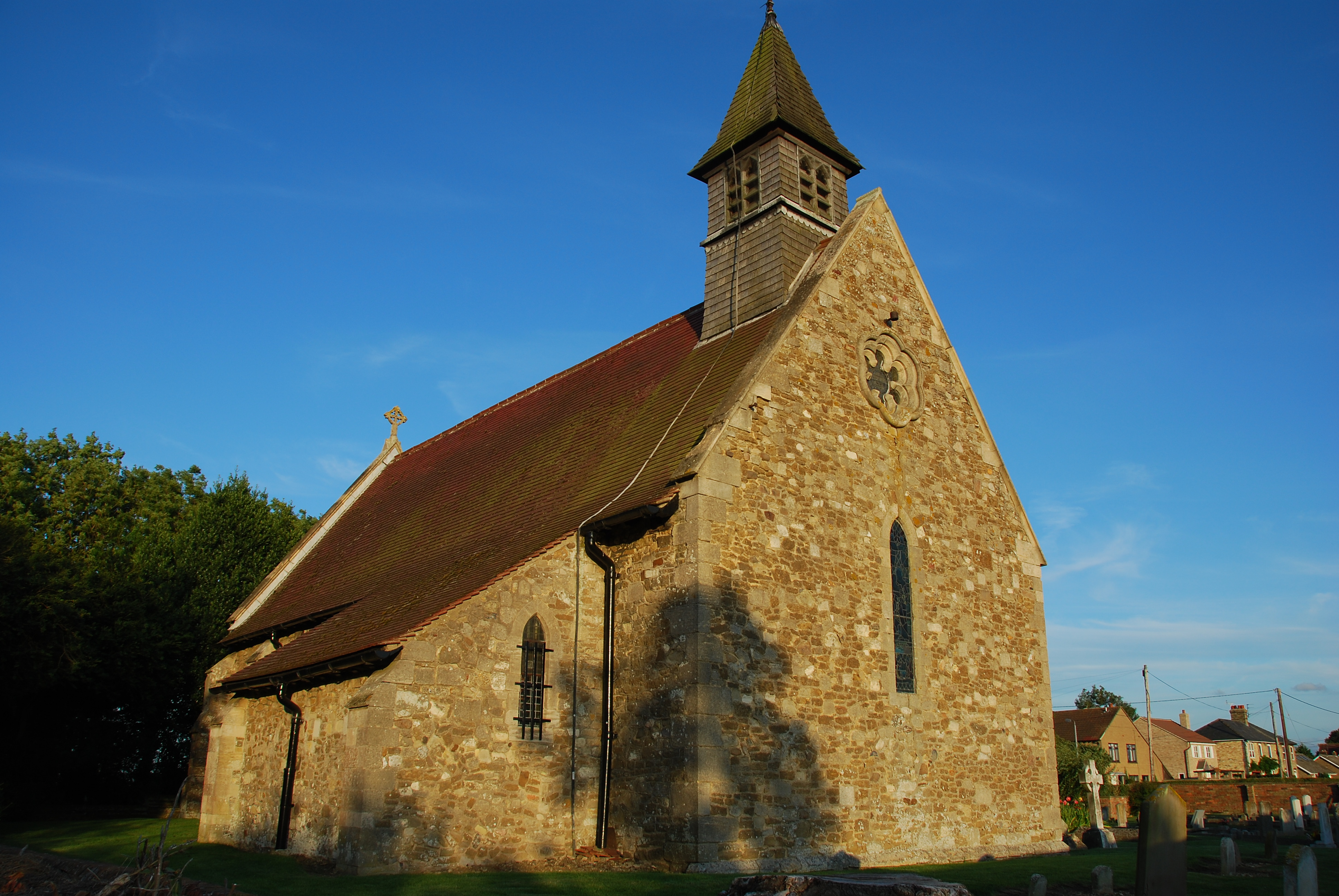
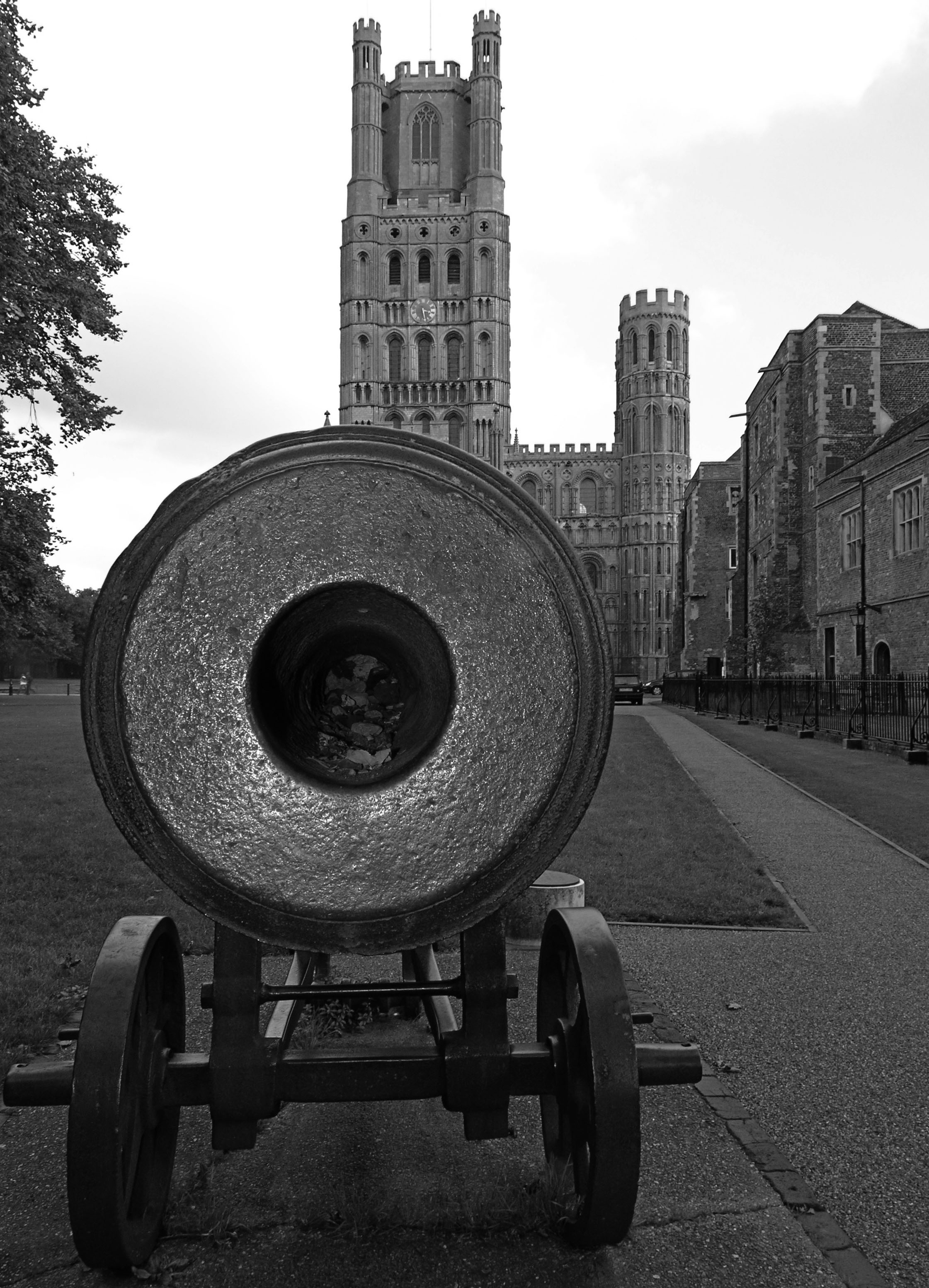